# Francis Spencer (2e baron Churchill)
Ne doit pas être confondu avec Francis Spencer.
Francis George Spencer, 2e baron Churchill, né le 6 octobre 1802 et mort le 24 novembre 1886, est un pair britannique et diplomate de la famille Spencer.

## Jeunesse
Spencer est né le 6 octobre 1802 au palais de Blenheim, Woodstock, Oxfordshire. Il est le fils aîné de Francis Spencer, 1er baron Churchill et de Frances FitzRoy. Sa sœur cadette, Caroline Elizabeth Spencer, épouse Robert Dillon, 3e baron Clonbrock, et son frère, Augustus Spencer (en), épouse Helen Maria Campbell (fille du lieutenant-général Archibald Campbell, 1er baronnet). Son père est député de l'Oxfordshire de 1801 à 1815.
Ses grands-parents paternels sont George Spencer, 4e duc de Marlborough, et Caroline Russell (fille de John Russell, 4e duc de Bedford, ambassadeur britannique en France). Ses grands-parents maternels sont Elizabeth Wrottesley (fille de Richard Wrottesley, 7e baronnet, doyen de Worcester) et Augustus FitzRoy, 3e duc de Grafton, qui est Premier ministre d'octobre 1768 à janvier 1770.
Il fait ses études à Harrow School avant de s'inscrire à Christ Church, Oxford, en 1821.

## Carrière
De 1823 à 1828, il sert comme attaché britannique en Autriche avant de devenir attaché à Lisbonne en 1828. Il retourne à Oxford, où il obtient un doctorat en droit civil en 1834.
À la mort de son père, il devient 2e baron Churchill de Whichwood, le 10 mars 1845. Il sert comme sous-lieutenant pour l'Oxfordshire et devient commandant de l'Oxfordshire Yeomanry en 1857.

## Vie privée

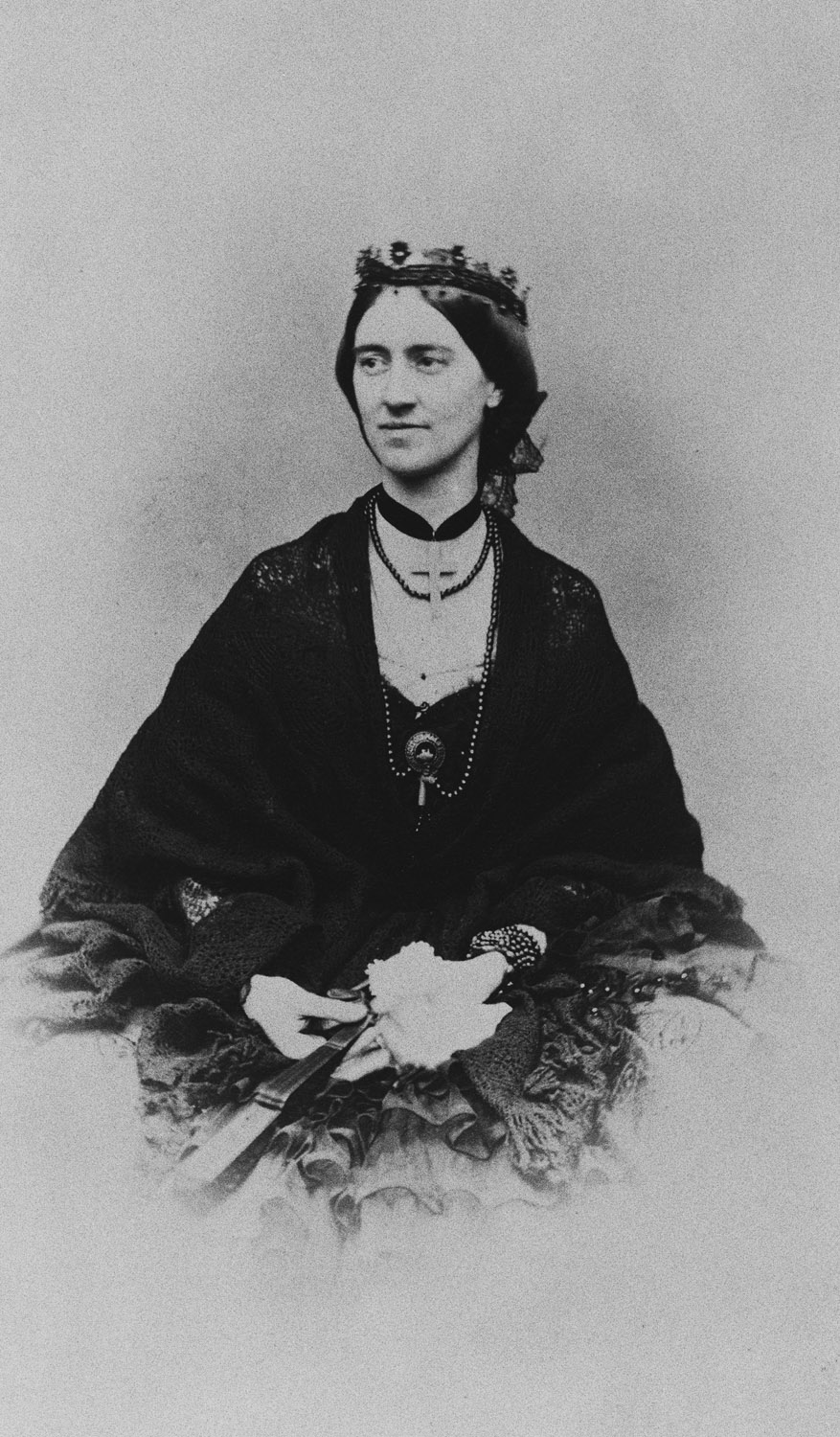
Photographie de sa femme, Jane Spencer, baronne Churchill, 1862.

Le 19 mai 1849, il épouse Jane Conyngham à Bifrons, Kent. Elle est la fille aînée de Francis Conyngham, 2e marquis Conyngham, et Jane Paget (fille d'Henry Paget, 1er marquis d'Anglesey). Son épouse est dame de chambre de la reine Victoria entre 1854 et 1900. Ils ont un fils:
- Victor Albert Francis Charles (1864–1934), qui succède à son père dans la baronnie en 1886, et est en outre créé vicomte Churchill en 1902[3]. Il épouse Verena Maud Lowther, fille de Henry Lowther, 3e comte de Lonsdale, en 1887. Ils divorcent en 1927 et il épouse Christine McRae Sinclair, fille de William Sinclair, en 1927[3].

Il est décédé le 24 novembre 1886, à l'âge de 84 ans, au 32 Albemarle Street à Mayfair, Londres.